# Charleston (Oregon, Coos megye)
Charleston az Amerikai Egyesült Államok északnyugati részén, Oregon állam Coos megyéjében elhelyezkedő önkormányzat nélküli település.
Névadója a térségben 1853-ban letelepedő Charles Haskell. A posta 1924-ben nyílt meg.
Itt található az Oregoni Tengerbiológiai Intézet, a partiőrség életmentő állomása, valamint a Nemzeti Óceán- és Légkörkutatási Hivatal torkolatvizsgáló központja.

## Fordítás
- Ez a szócikk részben vagy egészben  a   Charleston, Oregon című angol Wikipédia-szócikk ezen változatának fordításán alapul.  Az eredeti cikk szerkesztőit annak laptörténete sorolja fel. Ez a jelzés csupán a megfogalmazás eredetét és a szerzői jogokat jelzi, nem szolgál a cikkben szereplő információk forrásmegjelöléseként.